# Helicteres velutina
Helicteres velutina är en malvaväxtart som beskrevs av Karl Moritz Schumann. Helicteres velutina ingår i släktet Helicteres och familjen malvaväxter. Inga underarter finns listade i Catalogue of Life.